# VK 1602豹式戰車
侦察坦克“豹式”（德語：Gefechtsaufklarer "Leopard"），设计代号VK 16.02（德語：Versuchskonstruktion 16.02），是第二次世界大战期间纳粹德国设计的一款以武装偵察为主要用途的装甲战斗车辆。研发工作从1941年一直进行到1943年，最终于1943年1月因方案无法适应战局变化而终止，无实车问世。

## 开发历史
豹式的开发源于德國陸軍对侦察坦克的需求。战争爆发时，德军的主要侦察车辆为四轮的輕型裝甲偵察車以及六或八轮的重型装甲侦察车。波蘭戰役打响后，这些轮式装甲车陆续暴露出越野能力差、转向困难和防护薄弱等缺陷，难以适应侦察任务。根据第2轻装甲师从波兰前线反馈的作战经验，1939年9月15日，德国陆军部监察六科责成陆军武器局开发新型履带式装甲侦察车，具体设计由MAN等公司负责:2。从1939年至1942年，MAN公司以战前设计的二號坦克G型（VK 9.01）为基础，先后试制出改进传动的二号M型（VK 9.03）、安装50毫米炮的二号H型（VK 13.01）和装甲厚重的二号J型（VK 16.01）等侦察坦克样车:35-37。1941年中旬，MAN公司正式收到陆军武器局六处重装甲侦察坦克的设计合约，代号VK 16.02。鉴于当时MAN正集中精力研制VK 30.02（M）中型坦克（日后大名鼎鼎的黑豹坦克），武器局六处将VK 16.02的炮塔交由戴姆勒-奔驰设计，而车体的细节则由MIAG承包:66。
1942年6月4日，MAN公司向希特勒展示了两种VK 16.02的设计方案，其中轻型方案重18吨，重型方案重26吨，两者的主要区别在于装甲厚度。希特勒认为，侦察坦克应能抵挡日益增强的敌方反坦克火力，因而不顾将士的意见与桥梁的限制，坚持选择拥有厚达80（3.1英寸）的正面装甲的重型方案:66。帝国装备与军火部长阿尔伯特·斯佩尔对此明确表示反对，他指出，重型方案与黑豹坦克过于类似，势必将造成生产线的浪费。一番争论后，希特勒最终同意按轻型方案生产，预计每月产量20辆。

## 设计特点
VK 16.02在外形上类似小号的黑豹坦克，这与两者同出MAN公司不无关系。相比黑豹，VK 16.02的长度缩短了两米多，为4.74（15.6英尺），但其3.1（10英尺）的宽度则和黑豹相差无几。其履带接地长度约2.4（7.9英尺），而履带间距为2.42（7.9英尺），拥有接近1的优秀转向比:68。为使二十余吨的坦克达到60每小時（37英里每小時） 的时速，MAN计划安装一台迈巴赫 HL 157 12缸液冷汽油发动机，以每分种3600转工作时输出功率550匹馬力（410千瓦特）。动力通过迈巴赫OG-55-11-77半自动变速箱传递至转向机构和主减速器。VK 16.02和黑豹坦克共用驱动轮、诱导轮和直径860（34英寸）的交错式负重轮（每侧五个）。和大多数二战德国坦克一样，VK 16.02也采用驱动轮在前，诱导轮在后的布局，这有助于攀爬障碍，并防止履带在崎岖地形转向中甩出:7。同样地，VK 16.02也和黑豹共用宽660（26英寸）的履带，其接地压强仅0.71千克每平方（10.1磅力每平方英寸），越野性能良好。VK 16.02可攀爬30度斜坡，跨越0.85（2.8英尺）高或2.3（7.5英尺）宽的障碍，潜渡5（16英尺）深的河流:66-68。

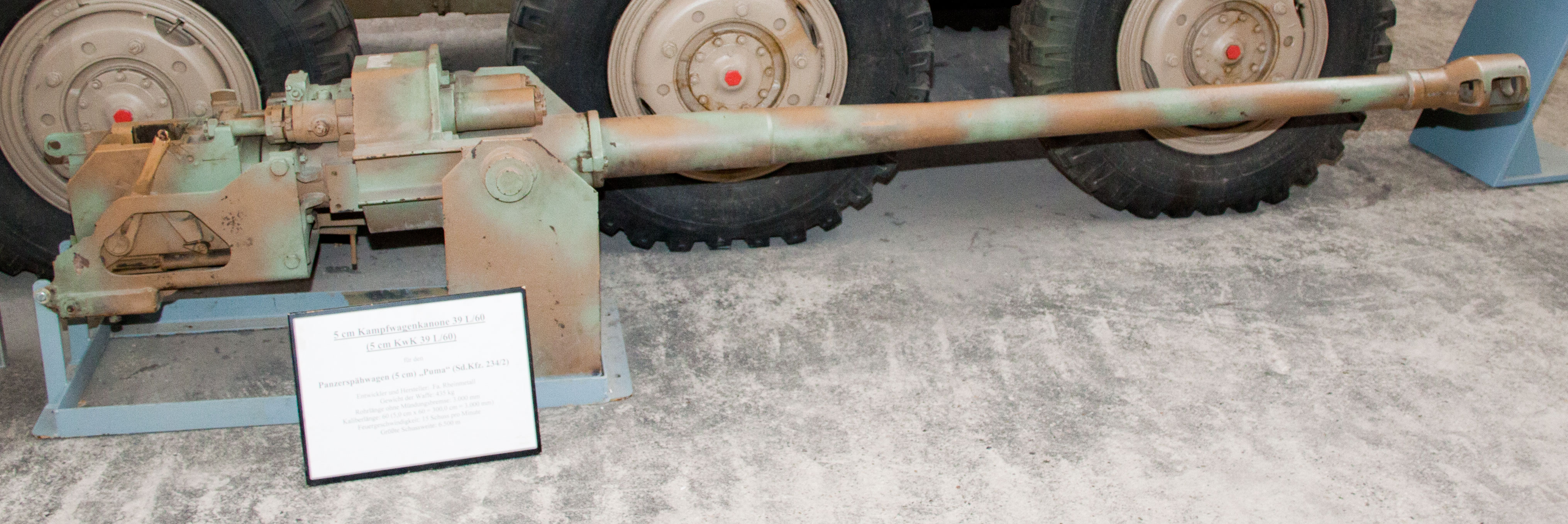
带制退器的5厘米 Kwk 39坦克炮

炮塔由戴姆勒-奔驰公司设计，其弧形的炮塔侧面和猪鼻型（德語：Sauerkopf）炮盾明显受该公司VK 30.02（D）中型坦克方案影响。主武器和三号坦克后期型相同，为一门60倍径5厘米KwK 39炮，带有双室炮口制退器。发射PzGr. 39穿甲弹时炮口初速835每秒（2,740英尺每秒），100米处穿深约69（2.7英寸）:4；辅助武器为一挺MG42同轴机枪，位于主炮右侧。全车共携带50发50毫米和2,400发7.92毫米弹药:68。
全车采用倾斜装甲，对战争中期盟军的反坦克武器具有一定的防御力。首上装甲厚50（2.0英寸），倾斜50度；首下同样为50（2.0英寸），倾斜52度；车体侧面厚30（1.2英寸），上部倾斜43度，下部垂直；车体后部为30（1.2英寸） ，倾斜33度；炮塔正面厚50（2.0英寸），倾斜20度；侧面和后面为30（1.2英寸），倾斜30度。车顶厚16（0.63英寸），底盘也有16—25（0.63—0.98英寸）的装甲保护:68。
作为一款侦察车辆，VK 16.02装备一套Fu 2或Fu 5无线电台，指挥车另增一套Fu 8中波电台以作團级联络用途。根据通信距离不同，可搭配1.8—9（5.9—29.5英尺） 的各型天线。车组乘员共四人，分别为驾驶员、装填手（兼无线电操作员）、炮手及车长。车内备有对讲系统供车组通话:68。

## 终止
在第一辆豹式侦察坦克开工之前，希特勒于1943年1月3日决定终止VK 16.02计划。原因在于其现有的装甲和武器已无法应对德军在1944年可能面临的威胁:68。同时取消的还有以VK 16.02为底盘，搭载LeFH 18榴彈炮的武器搬運車衍生型。戴姆勒-奔驰为VK 16.02设计的炮塔经削减装甲等手段减重后搭载于SdKfz 234/2轮式装甲车车体上:37:3。侦察坦克的概念后由VK 28.01通用坦克（德語：Mehrzweckfahrzeug）继续发展，但最终同样无疾而终:11。1944年后，德軍主要使用四号坦克和黑豹坦克执行侦察任务。